# آندریاس فلدر
آندریاس فلدر (انگلیسی: Andreas Felder؛ زادهٔ ۶ مارس ۱۹۶۲) اسکی‌باز پرش اهل اتریش است.